# Neom SC
Neom SC  là một câu lạc bộ bóng đá Ả Rập Xê Út đến từ Tabuk hiện đang thi đấu tại Saudi Third Division.

## Cầu thủ đáng chú ý
- Fahad Abo Jaber
- Sultan Al-Balawi
- Aiedh Al-Joni
- Ahmed Al-Suhail
- Saod Al-Kaebari